# Élections cantonales de 1992 en Savoie
Les élections cantonales ont eu lieu les 22 et 29 mars 1992.
Lors de ces élections, 19 des 37 cantons de la Savoie ont été renouvelés. Elles ont vu la reconduction de la majorité RPR dirigée par Michel Barnier, président du conseil général depuis 1982.

## Résultats à l’échelle du département
Répartition départementale des résultats (2e tour).
- PS (25,87 %)
- Majorité (10,84 %)
- RPR (11,42 %)
- DVD (51,87 %)

| Étiquette      | Étiquette                          | Premier tour | Premier tour | Second tour | Second tour | Sièges |
| Étiquette      | Étiquette                          | Voix         | %            | Voix        | %           | Sièges |
| -------------- | ---------------------------------- | ------------ | ------------ | ----------- | ----------- | ------ |
|                | Parti socialiste                   | 12 168       | 14,84        | 8 260       | 25,87       | 3      |
|                | Parti communiste français          | 6 638        | 8,09         |             |             |        |
|                | Majorité présidentielle            | 5 471        | 6,67         | 3 460       | 10,84       | 0      |
|                | Extrême gauche                     | 670          | 0,82         |             |             |        |
| Gauche         | Gauche                             | 24 947       | 30,42        | 11 720      | 36,71       | 3      |
|                |                                    |              |              |             |             |        |
|                | Divers droite                      | 18 322       | 22,34        | 16 560      | 51,87       | 8      |
|                | Rassemblement pour la République   | 12 132       | 14,79        | 3 646       | 11,42       | 4      |
|                | Union pour la démocratie française | 11 240       | 13,71        |             |             | 3      |
|                | Front national                     | 9 367        | 11,42        |             |             |        |
|                | Extrême droite                     | 676          | 0,82         |             |             |        |
| Droite         | Droite                             | 51 737       | 63,08        | 20 206      | 63,29       | 15     |
|                |                                    |              |              |             |             |        |
|                | Les Verts                          | 5 322        | 6,49         |             |             |        |
| Écologistes    | Écologistes                        | 5 322        | 6,49         |             |             |        |
|                |                                    |              |              |             |             |        |
| Inscrits       | Inscrits                           | 130 078      | 100,00       | 57 426      | 100,00      |        |
| Abstention     | Abstention                         | 44 682       | 34,35        | 23 684      | 41,24       |        |
| Votants        | Votants                            | 85 396       | 65,65        | 33 742      | 58,76       |        |
| Blancs et nuls | Blancs et nuls                     | 3 390        | 3,97         | 1 816       | 5,38        |        |
| Exprimés       | Exprimés                           | 82 006       | 96,03        | 31 926      | 94,62       |        |

## Résultats par canton

### Canton d'Aix-les-Bains-Centre
| Candidats      | Candidats        | Étiquette      | Premier tour | Premier tour |
| Candidats      | Candidats        | Étiquette      | Voix         | %            |
| -------------- | ---------------- | -------------- | ------------ | ------------ |
|                | Gratien Ferrari  | UDF            | 3 212        | 55,26        |
|                | Guy Costaz       | FN             | 1 278        | 21,99        |
|                | Georges Daviet   | PS             | 872          | 15,00        |
|                | Georges Lasserre | EXD            | 236          | 4,06         |
|                | Denise Lavorel   | PCF            | 215          | 3,70         |
|                |                  |                |              |              |
| Inscrits       | Inscrits         | Inscrits       | 9 383        | 100,00       |
| Abstention     | Abstention       | Abstention     | 3 256        | 34,70        |
| Votants        | Votants          | Votants        | 6 127        | 65,30        |
| Blancs et nuls | Blancs et nuls   | Blancs et nuls | 314          | 5,12         |
| Exprimés       | Exprimés         | Exprimés       | 5 813        | 94,88        |

### Canton d'Aix-les-Bains-Nord-Grésy
| Candidats      | Candidats         | Étiquette      | Premier tour | Premier tour |
| Candidats      | Candidats         | Étiquette      | Voix         | %            |
| -------------- | ----------------- | -------------- | ------------ | ------------ |
|                | Maurice Adam*     | UDF            | 2 804        | 50,06        |
|                | Colette Trepier   | PS             | 1 243        | 22,19        |
|                | Anne de la Serraz | FN             | 998          | 17,82        |
|                | Henri Alcaraz     | PCF            | 330          | 5,89         |
|                | Hubert Brenna     | EXD            | 226          | 4,03         |
|                |                   |                |              |              |
| Inscrits       | Inscrits          | Inscrits       | 8 713        | 100,00       |
| Abstention     | Abstention        | Abstention     | 2 829        | 32,47        |
| Votants        | Votants           | Votants        | 5 884        | 67,53        |
| Blancs et nuls | Blancs et nuls    | Blancs et nuls | 283          | 4,81         |
| Exprimés       | Exprimés          | Exprimés       | 5 601        | 95,19        |

*sortant

### Canton d'Aix-les-Bains-Sud
| Candidats      | Candidats           | Étiquette      | Premier tour | Premier tour | Second tour | Second tour |
| Candidats      | Candidats           | Étiquette      | Voix         | %            | Voix        | %           |
| -------------- | ------------------- | -------------- | ------------ | ------------ | ----------- | ----------- |
|                | Jean-Paul Calloud   | PS             | 1 683        | 29,79        | 2 680       | 53,89       |
|                | Jean-Claude Loiseau | DVD            | 1 193        | 21,12        | 2 293       | 46,11       |
|                | Jean Murguet        | DVD            | 1 088        | 19,26        | Retrait     | Retrait     |
|                | Roger Cambet        | FN             | 716          | 12,67        |             |             |
|                | Daniel Vincent      | Verts          | 743          | 13,15        |             |             |
|                | Thierry Mazoyer     | PCF            | 166          | 2,94         |             |             |
|                | Emile Mezzanatti    | EXD            | 60           | 1,06         |             |             |
|                |                     |                |              |              |             |             |
| Inscrits       | Inscrits            | Inscrits       | 8 606        | 100,00       | 8 603       | 100,00      |
| Abstention     | Abstention          | Abstention     | 2 698        | 31,35        | 3 357       | 39,02       |
| Votants        | Votants             | Votants        | 5 908        | 68,65        | 5 246       | 60,98       |
| Blancs et nuls | Blancs et nuls      | Blancs et nuls | 259          | 4,38         | 273         | 5,20        |
| Exprimés       | Exprimés            | Exprimés       | 5 649        | 95,62        | 4 973       | 94,80       |

### Canton d'Albertville-Nord
| Candidats      | Candidats                 | Étiquette      | Premier tour | Premier tour | Second tour | Second tour |
| Candidats      | Candidats                 | Étiquette      | Voix         | %            | Voix        | %           |
| -------------- | ------------------------- | -------------- | ------------ | ------------ | ----------- | ----------- |
|                | Michel Bailly*            | RPR            | 1 819        | 35,46        | 2 252       | 55,03       |
|                | Jean-Marie Turbelin       | DVD            | 918          | 17,89        | 1 840       | 44,97       |
|                | Geneviève Lluansi         | PS             | 750          | 14,62        |             |             |
|                | Régine Montvignier-Monnet | FN             | 647          | 12,61        |             |             |
|                | René Clerc                | Verts          | 560          | 10,92        |             |             |
|                | Philippe Perrier          | PCF            | 436          | 8,50         |             |             |
|                |                           |                |              |              |             |             |
| Inscrits       | Inscrits                  | Inscrits       | 8 827        | 100,00       | 8 827       | 100,00      |
| Abstention     | Abstention                | Abstention     | 3 484        | 39,47        | 4 416       | 50,03       |
| Votants        | Votants                   | Votants        | 5 343        | 60,53        | 4 411       | 49,97       |
| Blancs et nuls | Blancs et nuls            | Blancs et nuls | 213          | 3,99         | 319         | 7,23        |
| Exprimés       | Exprimés                  | Exprimés       | 5 130        | 96,01        | 4 092       | 92,77       |

*sortant

### Canton d'Albertville-Sud
| Candidats      | Candidats        | Étiquette      | Premier tour | Premier tour |
| Candidats      | Candidats        | Étiquette      | Voix         | %            |
| -------------- | ---------------- | -------------- | ------------ | ------------ |
|                | Albert Gibello*  | RPR            | 3 157        | 50,99        |
|                | Gilles Cointy    | PCF            | 828          | 13,37        |
|                | Pierre Loubet    | PS             | 784          | 12,66        |
|                | Gabriel Vidal    | FN             | 647          | 10,45        |
|                | Elisabeth Roulet | Verts          | 608          | 9,82         |
|                | René Filliol     | DVD            | 168          | 2,71         |
|                |                  |                |              |              |
| Inscrits       | Inscrits         | Inscrits       | 10 551       | 100,00       |
| Abstention     | Abstention       | Abstention     | 4 061        | 38,49        |
| Votants        | Votants          | Votants        | 6 490        | 61,51        |
| Blancs et nuls | Blancs et nuls   | Blancs et nuls | 298          | 4,59         |
| Exprimés       | Exprimés         | Exprimés       | 6 192        | 95,41        |

*sortant

### Canton de Bourg-Saint-Maurice
| Candidats      | Candidats                | Étiquette      | Premier tour | Premier tour |
| Candidats      | Candidats                | Étiquette      | Voix         | %            |
| -------------- | ------------------------ | -------------- | ------------ | ------------ |
|                | Michel Barnier*          | RPR            | 3 502        | 73,65        |
|                | Philippe Deletombe       | Verts          | 486          | 10,22        |
|                | Jean-Luc Nicolai-Santini | FN             | 369          | 7,76         |
|                | Edmond Lefort            | PCF            | 239          | 5,03         |
|                | Dominique Lemaire        | DVD            | 159          | 3,34         |
|                |                          |                |              |              |
| Inscrits       | Inscrits                 | Inscrits       | 9 335        | 100,00       |
| Abstention     | Abstention               | Abstention     | 4 419        | 47,34        |
| Votants        | Votants                  | Votants        | 4 916        | 52,66        |
| Blancs et nuls | Blancs et nuls           | Blancs et nuls | 161          | 3,28         |
| Exprimés       | Exprimés                 | Exprimés       | 4 755        | 96,72        |

*sortant

### Canton de Bozel
| Candidats      | Candidats               | Étiquette      | Premier tour | Premier tour | Second tour | Second tour |
| Candidats      | Candidats               | Étiquette      | Voix         | %            | Voix        | %           |
| -------------- | ----------------------- | -------------- | ------------ | ------------ | ----------- | ----------- |
|                | Camille Chedal-Anglay*  | DVD            | 1 431        | 37,62        | 1 850       | 57,03       |
|                | Jean Martinot           | RPR            | 665          | 17,48        | 1 394       | 42,97       |
|                | Regis Ruffier-Des-Aimes | PS             | 583          | 15,33        |             |             |
|                | Bernard Guiguet-Doron   | RPR            | 502          | 13,20        |             |             |
|                | Marie-Claude Wicker     | FN             | 251          | 6,60         |             |             |
|                | Bernard André           | Verts          | 234          | 6,15         |             |             |
|                | Gilbert Cloppet         | PCF            | 138          | 3,63         |             |             |
|                |                         |                |              |              |             |             |
| Inscrits       | Inscrits                | Inscrits       | 6 516        | 100,00       | 6 517       | 100,00      |
| Abstention     | Abstention              | Abstention     | 2 609        | 40,04        | 3 007       | 46,14       |
| Votants        | Votants                 | Votants        | 3 907        | 59,96        | 3 510       | 53,86       |
| Blancs et nuls | Blancs et nuls          | Blancs et nuls | 103          | 2,64         | 266         | 7,58        |
| Exprimés       | Exprimés                | Exprimés       | 3 804        | 97,36        | 3 244       | 92,42       |

*sortant

### Canton de Chambéry-Nord
| Candidats      | Candidats         | Étiquette      | Premier tour | Premier tour | Second tour | Second tour |
| Candidats      | Candidats         | Étiquette      | Voix         | %            | Voix        | %           |
| -------------- | ----------------- | -------------- | ------------ | ------------ | ----------- | ----------- |
|                | Michel Dantin*    | DVD            | 1 614        | 36,33        | 1 768       | 54,10       |
|                | Bernard Fenestraz | PS             | 1 175        | 26,45        | 1 500       | 45,90       |
|                | Alain Mazue       | FN             | 692          | 15,58        |             |             |
|                | Gérard Guillerme  | Verts          | 578          | 13,01        |             |             |
|                | Maurice Jarre     | PCF            | 324          | 7,29         |             |             |
|                | Maurice Martinet  | EXD            | 59           | 1,33         |             |             |
|                |                   |                |              |              |             |             |
| Inscrits       | Inscrits          | Inscrits       | 7 224        | 100,00       | 6 494       | 100,00      |
| Abstention     | Abstention        | Abstention     | 2 612        | 36,16        | 3 030       | 46,66       |
| Votants        | Votants           | Votants        | 4 612        | 63,84        | 3 464       | 53,34       |
| Blancs et nuls | Blancs et nuls    | Blancs et nuls | 170          | 3,69         | 196         | 5,66        |
| Exprimés       | Exprimés          | Exprimés       | 4 442        | 96,31        | 3 268       | 94,34       |

*sortant

### Canton de Chambéry-Sud-Ouest
| Candidats      | Candidats         | Étiquette      | Premier tour | Premier tour | Second tour | Second tour |
| Candidats      | Candidats         | Étiquette      | Voix         | %            | Voix        | %           |
| -------------- | ----------------- | -------------- | ------------ | ------------ | ----------- | ----------- |
|                | Claude Bosser*    | DVD            | 2 176        | 37,76        | 2 448       | 54,17       |
|                | Blanche Schlibs   | PS             | 1 616        | 28,05        | 2 071       | 45,83       |
|                | Jacky Duguys      | FN             | 751          | 13,03        |             |             |
|                | Christophe Milot  | EXG            | 670          | 11,63        |             |             |
|                | Louis Buet        | PCF            | 454          | 7,88         |             |             |
|                | Rosiane Jeannolin | EXD            | 95           | 1,65         |             |             |
|                |                   |                |              |              |             |             |
| Inscrits       | Inscrits          | Inscrits       | 9 377        | 100,00       | 9 378       | 100,00      |
| Abstention     | Abstention        | Abstention     | 3 404        | 36,30        | 4 562       | 48,65       |
| Votants        | Votants           | Votants        | 5 973        | 63,70        | 4 816       | 51,35       |
| Blancs et nuls | Blancs et nuls    | Blancs et nuls | 211          | 3,53         | 297         | 6,17        |
| Exprimés       | Exprimés          | Exprimés       | 5 762        | 96,47        | 4 519       | 93,83       |

*sortant

### Canton de La Chambre
| Candidats      | Candidats        | Étiquette      | Premier tour | Premier tour |
| Candidats      | Candidats        | Étiquette      | Voix         | %            |
| -------------- | ---------------- | -------------- | ------------ | ------------ |
|                | Daniel Dufreney* | RPR            | 1 923        | 55,85        |
|                | Joseph Blanc     | PCF            | 662          | 19,23        |
|                | Roger Favier     | PS             | 389          | 11,30        |
|                | Alain Vareyon    | FN             | 293          | 8,51         |
|                | Jean-Yves Reffet | Verts          | 176          | 5,11         |
|                | Pierre Girollet  | PS             | 0            | 0,00         |
|                |                  |                |              |              |
| Inscrits       | Inscrits         | Inscrits       | 5 123        | 100,00       |
| Abstention     | Abstention       | Abstention     | 1 607        | 31,37        |
| Votants        | Votants          | Votants        | 3 516        | 68,63        |
| Blancs et nuls | Blancs et nuls   | Blancs et nuls | 73           | 2,08         |
| Exprimés       | Exprimés         | Exprimés       | 3 443        | 97,92        |

*sortant

### Canton de Chamoux-sur-Gelon
| Candidats      | Candidats             | Étiquette      | Premier tour | Premier tour | Second tour | Second tour |
| Candidats      | Candidats             | Étiquette      | Voix         | %            | Voix        | %           |
| -------------- | --------------------- | -------------- | ------------ | ------------ | ----------- | ----------- |
|                | Alexandre Dalla-Mutta | DVD            | 589          | 27,65        | 936         | 44,59       |
|                | Marcel Vouthier*      | PS             | 503          | 23,62        | 835         | 39,78       |
|                | Maxime Cena           | DVD            | 431          | 20,23        | 328         | 15,63       |
|                | Jean-Marie Christin   | PCF            | 207          | 9,72         |             |             |
|                | Pierre Novel-Catin    | PS             | 175          | 8,22         |             |             |
|                | Michel Bouvier        | DVD            | 89           | 4,18         |             |             |
|                | Pierre Morel          | FN             | 83           | 3,90         |             |             |
|                | Maurice Pichon        | DVD            | 53           | 2,49         |             |             |
|                |                       |                |              |              |             |             |
| Inscrits       | Inscrits              | Inscrits       | 2 874        | 100,00       | 2 888       | 100,00      |
| Abstention     | Abstention            | Abstention     | 662          | 23,03        | 710         | 24,58       |
| Votants        | Votants               | Votants        | 2 212        | 76,97        | 2 178       | 75,42       |
| Blancs et nuls | Blancs et nuls        | Blancs et nuls | 82           | 3,71         | 79          | 3,63        |
| Exprimés       | Exprimés              | Exprimés       | 2 130        | 96,29        | 2 099       | 96,37       |

*sortant

### Canton du Châtelard
| Candidats      | Candidats          | Étiquette      | Premier tour | Premier tour |
| Candidats      | Candidats          | Étiquette      | Voix         | %            |
| -------------- | ------------------ | -------------- | ------------ | ------------ |
|                | André Guerraz*     | DVD            | 1 368        | 59,82        |
|                | Gaston Trepier     | PS             | 474          | 20,73        |
|                | Jean-Claude Rosset | PCF            | 321          | 14,04        |
|                | Josette Galli      | FN             | 124          | 5,42         |
|                |                    |                |              |              |
| Inscrits       | Inscrits           | Inscrits       | 3 237        | 100,00       |
| Abstention     | Abstention         | Abstention     | 798          | 24,65        |
| Votants        | Votants            | Votants        | 2 439        | 75,35        |
| Blancs et nuls | Blancs et nuls     | Blancs et nuls | 152          | 6,23         |
| Exprimés       | Exprimés           | Exprimés       | 2 287        | 93,77        |

*sortant

### Canton de Grésy-sur-Isère
| Candidats      | Candidats            | Étiquette      | Premier tour | Premier tour | Second tour | Second tour |
| Candidats      | Candidats            | Étiquette      | Voix         | %            | Voix        | %           |
| -------------- | -------------------- | -------------- | ------------ | ------------ | ----------- | ----------- |
|                | André Vairetto       | PS             | 1 125        | 34,69        | 1 823       | 55,26       |
|                | Ferdinand Martin*    | DVD            | 1 007        | 31,05        | 1 476       | 44,74       |
|                | Claude Audemard      | RPR            | 416          | 12,83        |             |             |
|                | André Pernet-Demoret | PCF            | 345          | 10,64        |             |             |
|                | André Chevrot        | FN             | 192          | 5,92         |             |             |
|                | Roger Sibuet         | DVD            | 158          | 4,87         |             |             |
|                |                      |                |              |              |             |             |
| Inscrits       | Inscrits             | Inscrits       | 4 662        | 100,00       | 4 662       | 100,00      |
| Abstention     | Abstention           | Abstention     | 1 332        | 28,57        | 1 251       | 26,83       |
| Votants        | Votants              | Votants        | 3 330        | 71,43        | 3 411       | 73,17       |
| Blancs et nuls | Blancs et nuls       | Blancs et nuls | 87           | 2,61         | 112         | 3,28        |
| Exprimés       | Exprimés             | Exprimés       | 3 243        | 97,39        | 3 299       | 96,72       |

*sortant

### Canton de Lanslebourg-Mont-Cenis
| Candidats      | Candidats        | Étiquette      | Premier tour | Premier tour |
| Candidats      | Candidats        | Étiquette      | Voix         | %            |
| -------------- | ---------------- | -------------- | ------------ | ------------ |
|                | René Girard*     | UDF            | 804          | 57,14        |
|                | Bernard Jorcin   | PS             | 460          | 32,69        |
|                | Martine Maaziz   | FN             | 87           | 6,18         |
|                | Maurice Valentin | PCF            | 56           | 3,98         |
|                |                  |                |              |              |
| Inscrits       | Inscrits         | Inscrits       | 2 203        | 100,00       |
| Abstention     | Abstention       | Abstention     | 722          | 32,77        |
| Votants        | Votants          | Votants        | 1 481        | 67,23        |
| Blancs et nuls | Blancs et nuls   | Blancs et nuls | 74           | 5,00         |
| Exprimés       | Exprimés         | Exprimés       | 1 407        | 95,00        |

*sortant

### Canton de Montmélian
|                | Roger Rinchet*     | PS             | 2 915 | 53,28  |  |  |
|                | Michel Bracco      | DVD            | 1 560 | 28,51  |  |  |
|                | Jean-Marie Barbier | FN             | 607   | 11,09  |  |  |
|                | Sylviane Floret    | PCF            | 389   | 7,11   |  |  |
|                |                    |                |       |        |  |  |
| Inscrits       | Inscrits           | Inscrits       | 7 981 | 100,00 |  |  |
| Abstention     | Abstention         | Abstention     | 2 209 | 27,68  |  |  |
| Votants        | Votants            | Votants        | 5 772 | 72,32  |  |  |
| Blancs et nuls | Blancs et nuls     | Blancs et nuls | 301   | 5,21   |  |  |
| Exprimés       | Exprimés           | Exprimés       | 5 471 | 94,79  |  |  |

*sortant

### Canton du Pont-de-Beauvoisin
| Candidats      | Candidats           | Étiquette      | Premier tour | Premier tour | Second tour | Second tour |
| Candidats      | Candidats           | Étiquette      | Voix         | %            | Voix        | %           |
| -------------- | ------------------- | -------------- | ------------ | ------------ | ----------- | ----------- |
|                | Pierre Cruvieux*    | DVD            | 1 534        | 40,55        | 2 048       | 59,59       |
|                | Gilbert Guigue      | PS             | 886          | 23,42        | 1 389       | 40,41       |
|                | Raymond Ferraud     | PS             | 496          | 13,11        |             |             |
|                | Georges Ract        | FN             | 373          | 9,86         |             |             |
|                | Marie-Claude Bonnet | Verts          | 291          | 7,69         |             |             |
|                | Bernard Granata     | PCF            | 203          | 5,37         |             |             |
|                |                     |                |              |              |             |             |
| Inscrits       | Inscrits            | Inscrits       | 5 417        | 100,00       | 5 417       | 100,00      |
| Abstention     | Abstention          | Abstention     | 1 507        | 27,82        | 1 815       | 33,51       |
| Votants        | Votants             | Votants        | 3 910        | 72,18        | 3 602       | 66,49       |
| Blancs et nuls | Blancs et nuls      | Blancs et nuls | 127          | 3,25         | 165         | 4,58        |
| Exprimés       | Exprimés            | Exprimés       | 3 783        | 96,75        | 3 437       | 95,42       |

*sortant

### Canton de La Ravoire
| Candidats      | Candidats      | Étiquette      | Premier tour | Premier tour |
| Candidats      | Candidats      | Étiquette      | Voix         | %            |
| -------------- | -------------- | -------------- | ------------ | ------------ |
|                | Jean Blanc*    | UDF            | 4 420        | 61,54        |
|                | Gérard Blanc   | Verts          | 1 418        | 19,74        |
|                | Guy Honore     | FN             | 816          | 11,36        |
|                | Alain Careglio | PCF            | 528          | 7,35         |
|                |                |                |              |              |
| Inscrits       | Inscrits       | Inscrits       | 11 204       | 100,00       |
| Abstention     | Abstention     | Abstention     | 3 742        | 33,40        |
| Votants        | Votants        | Votants        | 7 462        | 66,60        |
| Blancs et nuls | Blancs et nuls | Blancs et nuls | 280          | 3,75         |
| Exprimés       | Exprimés       | Exprimés       | 7 182        | 96,25        |

*sortant

### Canton de Saint-Michel-de-Maurienne
| Candidats      | Candidats              | Étiquette      | Premier tour | Premier tour | Second tour | Second tour |
| Candidats      | Candidats              | Étiquette      | Voix         | %            | Voix        | %           |
| -------------- | ---------------------- | -------------- | ------------ | ------------ | ----------- | ----------- |
|                | Bernard Juillard       | DVD            | 1 207        | 41,56        | 1 573       | 52,52       |
|                | Félix Anselme*         | PS             | 893          | 30,75        | 1 422       | 47,48       |
|                | André Dufour           | PCF            | 362          | 12,47        |             |             |
|                | Daniel Boucault        | Verts          | 228          | 7,85         |             |             |
|                | Georges Tourtchaninoff | FN             | 214          | 7,37         |             |             |
|                |                        |                |              |              |             |             |
| Inscrits       | Inscrits               | Inscrits       | 4 640        | 100,00       | 4 640       | 100,00      |
| Abstention     | Abstention             | Abstention     | 1 635        | 35,24        | 1 536       | 33,10       |
| Votants        | Votants                | Votants        | 3 005        | 64,76        | 3 104       | 66,90       |
| Blancs et nuls | Blancs et nuls         | Blancs et nuls | 101          | 3,36         | 109         | 3,51        |
| Exprimés       | Exprimés               | Exprimés       | 2 904        | 96,64        | 2 995       | 96,49       |

*sortant

### Canton d'Yenne
| Candidats      | Candidats          | Étiquette      | Premier tour | Premier tour |
| Candidats      | Candidats          | Étiquette      | Voix         | %            |
| -------------- | ------------------ | -------------- | ------------ | ------------ |
|                | René Carron        | DVD            | 1 579        | 52,49        |
|                | Maurice Chevallier | PS             | 617          | 20,51        |
|                | Roger Gandet       | PCF            | 435          | 14,46        |
|                | Christian Lacroix  | FN             | 229          | 7,61         |
|                | Bernard Santelli   | RPR            | 148          | 4,92         |
|                |                    |                |              |              |
| Inscrits       | Inscrits           | Inscrits       | 4 205        | 100,00       |
| Abstention     | Abstention         | Abstention     | 1 096        | 26,06        |
| Votants        | Votants            | Votants        | 3 109        | 73,94        |
| Blancs et nuls | Blancs et nuls     | Blancs et nuls | 101          | 3,25         |
| Exprimés       | Exprimés           | Exprimés       | 3 008        | 96,75        |